# Échevis
Échevis là một xã thuộc tỉnh Drôme trong vùng Auvergne-Rhône-Alpes đông nam nước Pháp. Xã Échevis nằm ở khu vực có độ cao trung bình 339 mét trên mực nước biển.